# Вестйотські хроніки
Вестйотські хроніки — прийнята в науці назва трьох, написаних на вестйотському діалекті давньошведської мови, хронік: «Лагмани вестйотів», «Християнські королі Швеції» та «Перелік єпископів». Збереглися як додатки до «Старшого» Вестйоталагу (збірником звичаєвого права обл. Вестерйотланда, складеним близько 1220 р.) у рукописі 1280 р.
«Лагмани вестйотів» — розповідають про дев'ятнадцять лагманів від язичника Лумба до Фольке (близько 1250 р.). Відомості про більшість з них, як правило, дуже мізерні: ім'я і місце народження (і смерті), іноді, крім того, дана коротка характеристика (наприклад, «він був жорстоким і злим» або «миролюбний і справедливий чоловік» і т. ін.).
«Християнські королі Швеції» — перераховані вісімнадцять королів Швеції, від Олафа Шетконунга (близько 995 — близько 1022) до Юхана Сверкерссона (1216—1222). Короткі біографії королів повідомляють про місце їх народження і смерті (іноді про її причини) і число років правління. Характеристики окремих королів даються залежно від їх військових успіхів, дотримання ними законів і насамперед від їх ставлення до вестйотів.
«Перелік єпископів» — коротко описує сімнадцять єпископів Скари від легендарного Зігфріда (початок XI ст.) до Стена (був єпископом до 1238 р.). Повідомляється про місце народження, смерть та діяння кожного з них, особливо наголошується на будівництві ними церков, примноження (або навпаки применшення ними) багатств і земельних володінь єпископства і їх ставлення до людей.

## Видання
- Corpus iuris sveo-gothorum antiqui, vol. I. Stockholm, 1827, p.  295-307.